# Lista över svenska uppfinnare och innovatörer
Lista över svenska uppfinnare och innovatörer förtecknar ett urval av svenska uppfinnare och innovatörer.
Listan inkluderar också ett antal icke-svenska medborgare som gjort uppfinningar när de arbetat i Sverige.

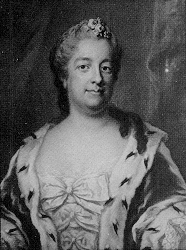
Eva Ekeblad uppfann 1746 en metod för att utvinna stärkelse ur potatis

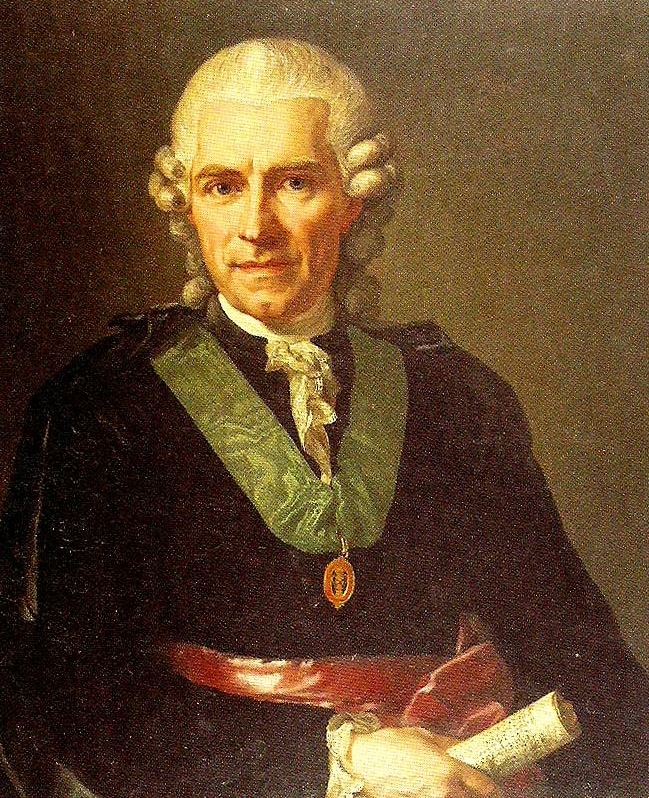
Torbern Bergman uppfann 1775 metoden att göra kolsyrat mineralvatten

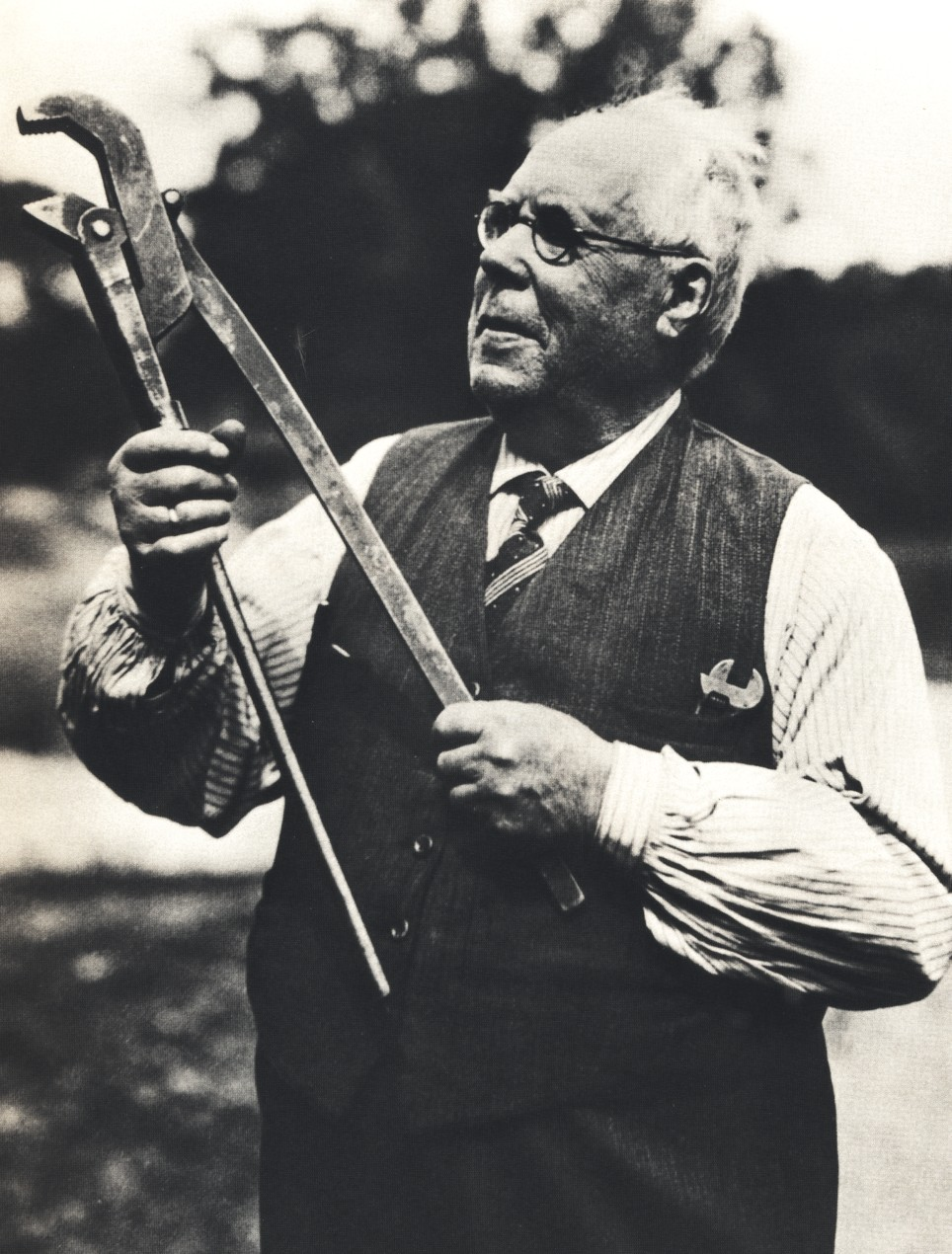
Johan Petter Johansson uppfann 1889 den ställbara rörtången och 1892 skiftnyckeln

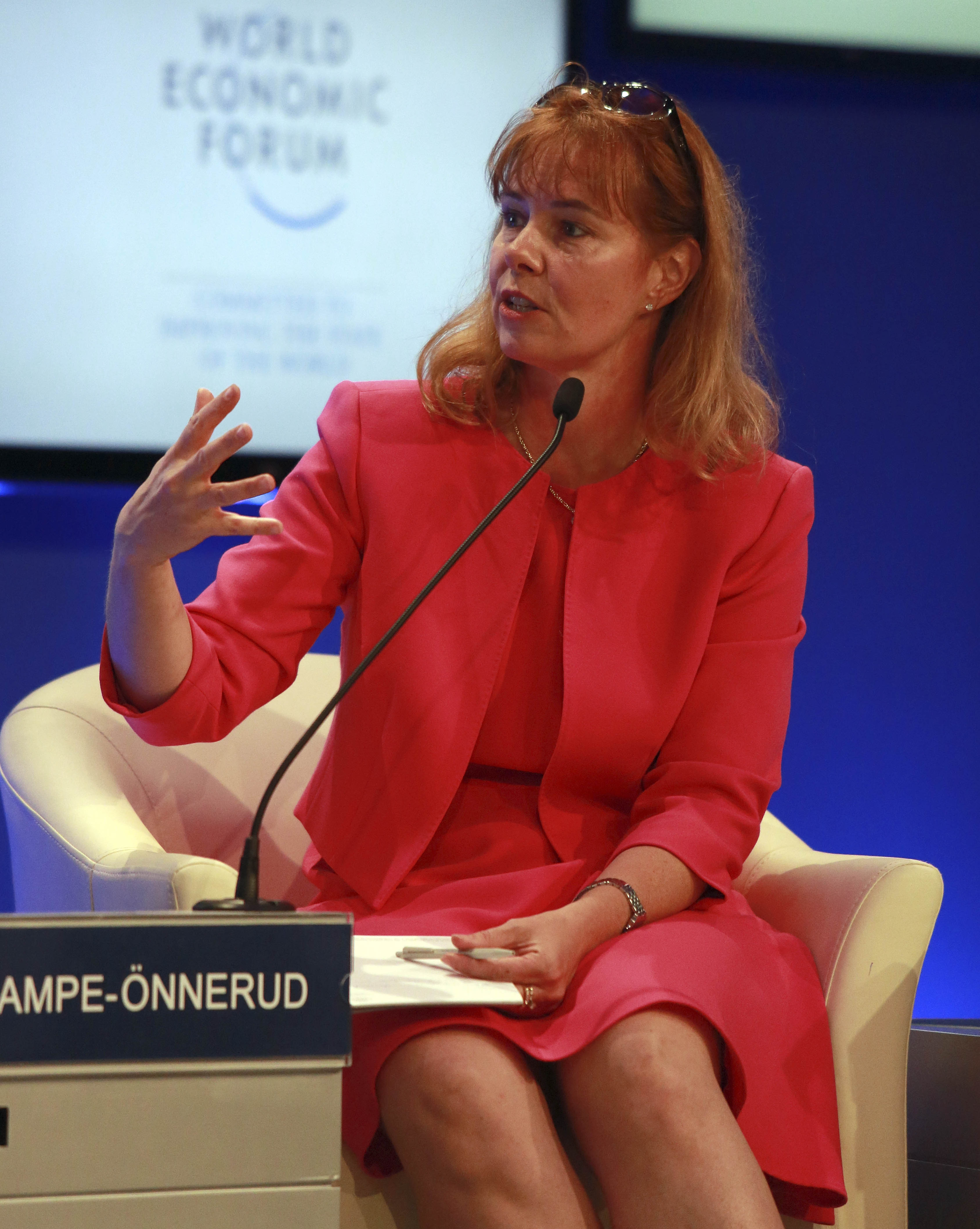
Christina Lampe Önnerud har gjort ett antal uppfinningar beträffande litiumjonbatterier

## A
- Erika Aittamaa (Lovikkavanten) 1892
- Bertil Aldman (bakåtvänd bilbarnstol) 1963
- Gunilla Alsiö (virtuellt tangentbord) omkring 2000
- Nils Alwall (konstgjord njure) 1965
- Oscar Andersson (elljusstaken) 1934
- Pelle Anderson (gratisdagstidningenMetro) 1995 (tillsammans med Monica Lindstedt, Robert Braunerhielm och Jörgen Widsell)
- Arne Asplund (defibrator-metoden för tillverkning av mekanisk pappersmassa) 1930-talet

## B
- Roderick Barett (metod för kylning av elektronisk apperatur) 2004 (tillsammans med Anna Borgström)
- Sven Bergh (pyrolysmetod för framställning av skifferolja) 1922
- Torbern Bergman (kolsyrning) 1775
- Göte Borgström (multiplikatorrullen) 1939
- Erik Bergstrand (geodimeter) 1947
- Nils Bohlin (säkerhetsbältet med tre punkter) 1957 (tillsammans med Per-Olof Weman, Stig Lindgren och Bengt Odelgard)
- Anna Borgström (metod för kylning av elektronisk apperatur) 2004 (tillsammans med Roderick Barett)
- Robert Braunerhielm (gratisdagstidningen Metro) 1995 (tillsammans med Monica Lindstedt, Pelle Anderson och Jörgen Widsell)
- Maria Christina Bruhn (qvinettkardusen) 1774
- Per-Ingvar Brånemark (osseointegration med titanskruv för tandbehandling) 1952

## C
- Arvid Carlsson (Levodopa) 1958
- Anders Celsius (temperaturskala) 1742
- Carl Johan Cronstedt (den moderna kakelugnen) 1767

## D
- Monika Dahlstrand (narkosmask för dibarn) 1993
- Gustaf Dalén (klippljusapparaten 1905, AGA-massan 1906, solventilen) 1907
- Arvid Damm (rotormaskin) 1919
- Tage Arnold Davidsson (petskyddade vägguttag) 1953
- Solgun Drevik (dambindor) 1999–

## E
- Inge Edler (ultraljudbilder) 1953 (tillsammans med Carl Hellmuth Hertz)
- Daniel Ek (Spotify) 2006 (tillsammans med Martin Lorentzon)
- Eva Ekeblad (potatisstärkelse) 1748
- Carl Daniel Ekman (sulfitprocessen) 1874
- Rune Elmqvist (pacemakern) 1958
- Carl Gunnar Engström (respiratorn) 1950
- Sten Engwall (avanti-metoden för borrning med tryckluftsdriven utrustning), omkring 1960
- Amalia Eriksson polkagrisar 1859
- John Ericsson (skruvpropellern) 1836
- Lars Magnus Ericsson (telefonutrustning) 1884

## F
- Ove Fernö (nikotintuggummi) 1995
- Christer Fåhraeus (läspennan C-pen) 1996

## G
- Iréne Grahn (fingerledsstöd för reumatiker) 1992
- Allvar Gullstrand (oftalmologisk utrustning) 1889
- Bo Gustavsson (färgklämman, stöldskydd för kläder med färgmärkning) 1983 (tillsammans med Klas Stolz och Kjell Stoltz)
- Jack Gustavsson (skidbindning) 1985
- Göran Fredrik Göransson (vidareutveckling av Bessemermetoden) 1858

## H
- Jaap Haartsen (standard för lokal radiokommunikation, blåtand) 1998 (tillsammans med Sven Mattisson och Örjan Johansson)
- Boris Hagelin (krypteringsmaskiner) 1930-talet
- Hanna Hammarström (isolerad telefontråd) 1883
- Victor Hasselblad (enögd spegelreflexkamera) 1948
- Anneli Hellström (nikotinfritt snus) 1997
- Göran Hemdahl (AXE-systemet) 1970 (tillsammans med Bengt-Gunnar Magnusson)
- Carl Hellmuth Hertz (ultraljudbilder) 1953 (tillsammans med Inge Edler)
- Barbro Hjalmarsson (blodprovsvagga) 1994
- Alfred Holm (slingramen) 1935
- Åke Hörnell (svetshjälm som avskärmar automatiskt) 1981

## I
- Bengt Ilon (mecanumhjulet) 1973

## J
- Birgit Johansson (båtslip) 1980
- Carl Edvard Johansson (passbitar) 1894
- Johan Petter Johansson (ställbar rörtång 1889, (skiftnyckeln) 1892
- Karl-Hilmer Johansson Kollén Tumstocken 1883
- Örjan Johansson (standard för lokal radiokommunikation, blåtand) 1998 (tillsammans med Sven Mattisson och Jaap Haartsen)

## K
- Hans von Kantzow (kanthal) 1926
- Axel Karlson (Karlsons klister, syntetiskt lim) 1920
- Hans Karlsson (rullbältet) 1962
- Magnus Kellström (CARB-lagret) 1995
- Oscar Kjellberg Elsvetsning 1904
- Ninni Kronberg (mjölkpulver) 1933
- Anders Kämpe (artificiella diamanten) 1953

## L
- Alexander Lagerman (tändstickstillverkningsmaskiner) 1873
- Uno Lamm (högspänd likström) 1950, (högspänd jonventil)
- Christina Lampe Önnerud (batteri) 2005
- Håkan Lans (datorgrafik) 1981, (transpondersystem), (applikation till GPS-systemet för positionering) 1991
- Gustaf de Laval (separatorn) 1877, ångturbin 1883, aktionsångturbin 1888, mjölkmaskinen 1896
- Lars Leksell (gammakniven) 1968
- Lars Liljeryd (ljudkomprimering AAC) 1997
- Elis Lindén (byggkran/tornkran) 1970
- Karl Gustaf Lindesvärd (belysningsteknisk armatur) 1934, 1940, 1942, 1944, 1945, 1974
- Stig Lindgren (säkerhetsbältet med tre punkter) 1957 (tillsammans med Per-Olof Weman, Bengt Odelgard och Nils Bohlin)
- Alvar Lindmark (bygghiss) 1962
- Bengt Lindoff (patent inom 4G- och 5G-teknik) 1990-talet
- Frans Lindqvist (fotogenköket Primus) 1888
- Monica Lindstedt (gratisdagstidningen Metro) 1995 (tillsammans med Pelle Anderson, Robert Braunerhielm och Jörgen Widsell)
- Ulrika Eleonora Lindström Västerbottensost 1872
- Birger Ljungström (Ljungströmturbinen, dubbelroterande ångturbin) 1908
- Fredrik Ljungström (Ljungströmturbinen, roterande luftförvärmaren för bland annat ångturbiner) 1908, utvinning av skifferolja 1940
- Richard Looft (grilltändaren Looftlighter) 1997
- Martin Lorentzon (Spotify) 2006 (tillsammans med Daniel Ek)
- Göran Lundahl (djupfrysning) 1961 (tillsammans med Per-Oskar Persson)
- Birger Lundberg (baklastare) 1951 (tillsammans med Göran Lundberg)
- Göran Lundberg (baklastare) 1951 (tillsammans med Birger Lundberg)
- Leif Lundblad (sedelutmatning) 1974
- Bengt Lundqvist (Xylocain för lokalbedövning) 1941 (tillsammans med Nils Löfgren)
- Janne Lundström (säkerhetständsticka) 1885
- Ralph Lysell (integrerad telefonlur, Ericofonen) 1940–56 (tillsammans med Gösta Thames)
- Alf Lysholm (jetmotorn) 1932
- Nils Löfgren (Xylocain för lokalbedövning) 1941 (tillsammans med Bengt Lundqvist)

## M
- René Malaise (malaisefälla) 1934
- Bengt-Gunnar Magnusson (AXE-växeln) 1970 (tillsammans med Göran Hemdahl)
- Åsa Magnusson (uppblåsningsbar livboj) 2010
- Sven Mattisson (standard för lokal radiokommunikation, blåtand) 1998 (tillsammans med Jaap Haartsen och Örjan Johansson)
- Carl Munters (kylskåp utan rörliga delar) 1921 (tillsammans med Baltzar von Platen)
- Östen Mäkitalo [Mobiltelefoni – NMT och GSM) 1989

## N
- Magnus Niell (Ticka-kameran) 1903
- Greta Nilsson (den djupfrysta smörgåsen: renklämman) 1971
- Alfred Nobel (fungerande tändhatt 1884, (dynamiten) 1865, Spränggelatin 1875, nobelkrut 1884
- Åke Nordin (ramryggsäcken och termotältet) 1950
- Carl Norell (liksidig brandslangkoppling "Ideal") 1896, (anordning vid brandsignalanläggningar) 1922
- Harald Notini (belysningsteknisk armatur) 1935, 1938, 1940
- Carl Nyberg (blåslampan) 1882

## O
- Bengt Odelgard (säkerhetsbältet med tre punkter) 1957 (tillsammans med Per-Olof Weman, Stig Lindgren och Nils Bohlin)
- Willgodt Odhner (räknesnurran) 1878
- Laila Ohlgren (den gröna uppringningsknappen på mobiltelefoner) 1979

## P
- Kenneth Palmestål (IQtherm programmerbar termostat 1988, SoundRacer elektroniskt motorljud 2008, CabiBUS säker Robotaxi 2018)
- Gustaf Erik Pasch (säkerhetständstickan) 1844
- Per-Oskar Persson (djupfrysning på fluideserande bädd) 1961 (tillsammans med Göran Lundahl)
- Jerker Porath (gelfiltrering) 1957
- Baltzar von Platen (1898-1984) (kylskåp utan rörliga delar) 1921 (tillsammans med Carl Munters)
- Christopher Polhem (Polhemsknuten) 1690
- Jerker Porath (gelfiltrering) 1957

## R
- Johan Richter (kontinuerlig blekning av papper och kontinuerlig kokning av pappersmassa. 750 patent) 1930-talet
- Harry Roberts (julmust) omkring 1910
- Maria Romell (hudsalva, värmeisolerat matkärl) början av 1900-talet
- Johannes Ruths (vaporackumulatorn) 1913
- Ylva Ryngebo (märksystem för kroppsröntgen) 2004

## S
- Mia Seipel (amningskläder) 1999
- Åke Senning (hjärt-lungmaskinen) 1952
- Sven Erik Sjöstrand (magsårsläkemedlet Losec) 1979/1988 (tillsammans med Ivan Östholm)
- Gideon Sundbäck (blixtlåset) 1910
- Sven Sandberg (självlåsande bakläm för lastbilar) 1965
- Vera Stejskal (Melisa-testet) Början av 1990-talet
- Kjell Stoltz färgklämman, ett stöldskydd för kläder med färgmärkning) 1983 (tillsammans med Klas Stoltz och Bo Gustavsson)
- Klas Stoltz färgklämman, ett stöldskydd för kläder med färgmärkning) 1983 (tillsammans med Kjell Stoltz och Bo Gustavsson)
- Gideon Sundbäck blixtlås 1915
- Göran Sundqvist (rörligt dataspel) 1960
- Alexander Samuelson (Coca Cola-flaskan) 1915
- Eric Sundin (lastbilskran) 1946
- Nanna Svartz (reumatismläkemedlet Salazopyrin) 1940
- The Svedberg (ultracentrifugen) 1925
- Axel Svedlund (gengasaggregat baserat på träkol) omkring 1932
- Anna Svensson (Byggnadsintegrerad solcell i takpanna) 2015

## T
- Gösta Thames (integrerad telefonlur, Ericofonen) 1940–56 (tillsammans med Ralph Lysell)
- Walborg Thorsell (myggmedel) 2000
- Oswald Thorsman (färgkodad plugg i nylon) 1957
- Sten Gustaf Thulin (plastpåsen) Omkring 1960

## U
- Mathias Uhlén (karta över mänskligt protein) 2003
- Johan Ullman (Handsfreeheadset för mobiltelefoner, UllmanMouse m.fl)
- Vilhelm Unge (lufttorped) 1896

## W
- Petra Wadström (operationsbysthållare, vattenrenare) 2003
- Martin von Wahrendorff (bakladdningsmekanism till kanoner) 1837
- Sven Wallander (sopnedkast) 1930
- Erik Wallenberg (mjölktetran) 1944
- Per-Olof Weman (säkerhetsbältet med tre punkter) 1957 (tillsammans med Nils Bohlin, Stig Lindgren och Bengt Odelgard)
- Axel Wenner-Gren (marknadsföringsmetod för dammsugare) 1912
- Jonas Wenström (trefasöverföring av växelström 1891
- Jörgen Widsell (gratisdagstidningen Metro) 1995 (tillsammans med Monica Lindstedt, Pelle Anderson och Robert Braunerhielm)
- Aina Wifalk (manuped, rollator) mitten av 1960-talet
- Anders Wilhelmson (PeePoo, engångstoalett) 2005
- Sven Wingquist (sfäriskt självinställande kullager) 1906
- Fabian Casimir Wrede (den moderna kakelugnen) 1767

## Z
- Niklas Zennström (Skype) 2003

## Å
- Bertil Åberg (tillväxthormonet Genotropin) 1987

## Ö
- Björn Örtenheim (hybridbilen)
- Ivan Östholm (magsårsläkemedlet Losec) 1977/1988 (tillsammans med Sven Erik Sjöstrand)

## Oklara upphovspersoner
- Engångsblöjan togs fram av Libero (Mölnlycke) 1955, men det är oklart vilka som är personerna bakom.